# Device-Management (Internet-of-Things)
Device-Management bzw. Gerätemanagement ist die zentrale Verwaltung von Endgeräten einer IT-Infrastruktur für ihren effizienten und sicheren Unternehmenseinsatz.
Potenzielle Kosteneinsparungen und Prozessbeschleunigung durch:
- zentrale Softwareverteilung und -aktualisierung (Software-Updates)
- Geräteinventarisierung und -konfiguration

Datensicherheit:
- zentrale Datensicherung (Backup) und -wiederherstellung (Recovery)
- Zerstörung der Daten auf Mobilgeräten bei Diebstahl oder Verlust

Beispiel für Device-Management bei Mobilfunkgeräten (siehe auch Mobile-Device-Management):
- Konfigurieren von Mobilfunk-Endgeräten (Handys) über die Luftschnittstelle (OTA-Configuration), z. B. für den WAP-Zugang, MMS, E-Mail, PoC, und andere Dienste, die einer betreiberabhängigen Konfiguration bedürfen.
- Überprüfen der Einstellungen eines Mobilfunk-Endgerätes über die Luftschnittstelle, z. B. durch die Kundenbetreuung des Netzbetreibers
- Installieren von Applikationen auf Mobilfunk-Endgeräten (Smartphones, PDAs) über die Luftschnittstelle, z. B. Webbrowser, VPN-Client, o. ä.
- Aktualisieren der Firmware von Mobilfunk-Endgeräten (Handys), auch FOTA genannt (Firmware Over-the-Air)
- Sperren von gestohlenen, bzw. verlorengegangenen Mobilfunk-Endgeräten über die Luftschnittstelle zur Vermeidung des Datenmissbrauches

Bis auf Over-the-Air-Configuration werden derzeit (Stand 2013) in Deutschland keine anderen Device-Management-Dienste für Mobilfunkgeräte benutzt. Erste Handys, die FOTA unterstützen, sind bereits seit Dezember 2004 auf dem deutschen Markt erhältlich (z. B. Motorola E1000).
Vorreiter im Mobilfunkbereich bzgl. OTA-Configuration waren Nokia, Ericsson und Openwave (damals Phone.com, davor Unwired Planet), die innerhalb des WAP Forum im Wesentlichen zu einem einheitlichen Over-the-Air-Standard beigetragen haben. Innerhalb von OMA wurde Over-the-Air-Configuration in Device-Management integriert. Im Breitband (Festnetz) haben sich Standards wie das TR-069-Protokoll etabliert. Diese Entwicklung – ergänzt um TR-369 oder User Service Platform (USP) – wurde von den Dienstanbietern und Anbietern des Broadband Forums entwickelt, indem die Erfahrung der Bereitstellung verwalteter Dienste in komplexen Telekommunkationsumgebungen genutzt wurde.
Im Bereich der Unterhaltungselektronik ist FOTA seit Jahren gängige Praxis, z. B. für Fernseher, Empfänger, Internetradios etc.